# Liliana Venâncio
Pour les articles homonymes, voir Venâncio.
Liliana Venâncio (née le 19 septembre 1995) est une joueuse angolaise de handball qui joue pour le club de Primeiro de Agosto,. Elle est membre de l'équipe d'Angola féminine de handball. Elle a participé au Championnat du monde féminin de handball 2015 au Danemark et aux Jeux olympiques d'été de 2016.

## Palmarès

### En club
compétitions internationales
- vainqueur du Super globe féminin en 2019 (avec CD Primeiro de Agosto)

### En équipe nationale
Jeux olympiques
- 8e place aux Jeux olympiques 2016

championnats du monde
- 16e place au championnat du monde 2015
- 15e place au championnat du monde 2019

championnats d'Afrique
- Médaille d'or au championnat d'Afrique 2016
- Médaille d'or au championnat d'Afrique 2021
- Médaille d'or au championnat d'Afrique 2022

Jeux africains
- Médaille d'or aux Jeux africains de 2019.

## Distinctions personnelles
- Meilleure pivot du championnat d'Afrique 2022[4]